# Mark Meadows
Mark Randall Meadows (* 28. července 1959 Verdun, Francie) je americký republikánský politik, který působil jako ředitel kanceláře Bílého domu v první vládě Donalda Trumpa. V letech 2013–2020 byl členem Sněmovny reprezentantů, v níž zastupoval stát Severní Karolínu.
V listopadu 2020 u něj byla potvrzena nákaza nemocí covid-19. Stalo se tak po účasti na večírku v Bílém domě během volební noci.